# Arne Skerra
Arne Skerra (* 30. Juli 1961 in Wiesbaden) ist ein deutscher Biochemiker und Ordinarius an der Technischen Universität München.

## Leben
Nach einem Chemiestudium an der TH Darmstadt wurde er am Genzentrum der Ludwig-Maximilians-Universität München bei Andreas Plückthun promoviert. Später wurde er Postdoktorand in Cambridge, England und Gruppenleiter am Max-Planck-Institut für Biophysik bei dem Nobelpreisträger Hartmut Michel. Nach der Habilitation an der Johann Wolfgang Goethe-Universität in Frankfurt am Main und einer Professur in Darmstadt wurde er Ordinarius für Biologische Chemie an der TU München.

## Wirken
Skerra forscht im Bereich der molekularen Biotechnologie auf dem Gebiet des Protein-Engineering. Einerseits geht es um die Entwicklung funktional maßgeschneiderter künstlicher Proteine, andererseits um die funktionelle und strukturelle Analyse biologisch relevanter natürlicher Proteine, beispielsweise mittels kristallographischer Methoden.
Auflistung aktueller und ehemaliger Forschungsschwerpunkte:
- Strep-Tag Technologie: Entwicklung eines Affinitätsanhängsels das an Streptavidin und Strep-Tactin bindet und in der Affinitätschromatographie eingesetzt wird.[1]
- Anticalin Technologie: Entwicklung von Bindeproteinen basierend auf humanen Lipocalinen.[2]
- Kristallografische Aufklärung der Proteinklasse der Lipocaline.[3]
- PASylierungs Technologie: Entwicklung von Polymeren aus Prolin, Alanin und Serin die nach genetischer Fusion an ein therapeutisches Protein dessen Plasmahalbwertszeit verlängert.[4][5]

## Auszeichnungen
Er ist Träger der Heinz Maier-Leibnitz-Medaille der TU sowie – selbst ehemaliger Stipendiat – Vertrauensdozent der Studienstiftung des Deutschen Volkes an der TU München. Für die Entwicklung der Anticaline, einer neuen Klasse von Rezeptorenproteinen mit antikörperähnlichen Eigenschaften, wurde Skerra 2004 für den Deutschen Zukunftspreis nominiert und 2005 mit dem Karl Heinz Beckurts-Preis ausgezeichnet. Im Jahr 2008 wurde Skerra in die acatech gewählt.